# Красная Горка (Челно-Вершинский район)
Красная Горка —поселок в Челно-Вершинском районе Самарской области в составе сельского поселения Красный Строитель.

## География
Находится на расстоянии примерно 11 километров по прямой на юг от районного центра села Челно-Вершины.

## История
В поселке размещалась ферма №2 совхоза «Красный Строитель» .

## Население
Постоянное население составляло 247 человек (русские 79 %) в 2002 году, 233 в 2010 году.